# NGC 6221
NGC 6221 (другие обозначения — ESO 138-3, AM 1648—590, IRAS16484-5908, PGC 59175) — спиральная галактика с перемычкой (SBc) в созвездии Жертвенник.
Этот объект входит в число перечисленных в оригинальной редакции «Нового общего каталога».
В галактике вспыхнула сверхновая SN 1990W . Её пиковая видимая звёздная величина составила 15.